# Chrysosoma divisum
Chrysosoma divisum är en tvåvingeart som beskrevs av Becker 1922. Chrysosoma divisum ingår i släktet Chrysosoma och familjen styltflugor. Inga underarter finns listade i Catalogue of Life.